# Leccionario 9
El Leccionario 9, designado por la sigla ℓ 9 (en la numeración Gregory-Aland), es un manuscrito griego del Nuevo Testamento. Paleográficamente ha sido asignado al siglo XIII.

## Descripción
El códice contiene enseñanzas del Evangelio, en 260 hojas de pergamino (30 cm por 23,8 cm). El texto está escrito en letra griega minúscula, en dos columnas por página, 24 líneas por página. contiene notas musicales.

## Historia
El manuscrito perteneció a Colbert. El manuscrito no ha sido citado en las ediciones del Nuevo Testamento griego de UBS. Actualmente, el códice se encuentra en la Biblioteca nacional de Francia, en París, Francia.